# 霍斯特·岡瑟
霍斯特·岡瑟（1920年9月23日–1944年4月6日），是德国二战战俘。岡瑟是德意志非洲軍豁免兵，1943年5月9日在突尼斯被捕，後來在美国南卡罗来纳州艾肯营战俘营被谋杀。
有人懷疑岡瑟与美国当局勾结，被另外两名战俘埃里希·高斯和鲁道夫·施陶布勒死，施陶布把他的尸体挂在一棵树上，讓他看起来像是自杀而非他殺。 1945年7月14日，高斯和施陶布在堪薩斯州萊文沃思堡绞死。他们的遺體被安葬在萊文沃思堡軍事監獄公墓。据称，施陶布在被处决前曾说：我這樣做是因爲我是一名德国士兵而奉命行事。如果我不这样做，我回到德国就会受到惩罚。